# Eric Achermann
Eric Achermann (* 9. Mai 1962 in Wädenswil) ist ein Schweizer Germanist und seit 2004 Professor für Neuere deutsche Literaturwissenschaft an der Universität Münster.
Nach der Matura studierte Achermann Germanistik, Romanistik und Geschichte in Bern, wo er 1994 über die Beziehung von Geldwert- und ästhetischer Theorie promovierte. Im Jahre 2000 folgte die Habilitation zur Geschichte der europäischen Autobiographie in der Frühen Neuzeit (1450 bis 1820). Von 1990 bis 2000 war Achermann Assistent bei Wolfgang Proß am Lehrstuhl für Neuere deutsche Literatur an der Universität Bern. Nach seiner Assistenzzeit und bis zu seiner Berufung nach Münster nahm er mehrere Lehrstuhlvertretungen wahr und leitete das vom Schweizer Nationalfonds geförderte Projekt „,ordo naturalis‘ und ‚ordo artificialis‘“. Gastaufenthalte und Gastdozenturen führten ihn unter anderem an die University of Washington in Seattle und die Università degli studi in Modena und Reggio Emilia. Achermann sitzt im Vorstand der Grimmelshausen-Gesellschaft und der Redaktion von deren Jahrbuch Simpliciana. Gemeinsam mit Janina Reibold und Johannes von Lüpke organisiert er seit 2019 die Internationalen-Hamann-Kolloquien. Er ist Mitherausgeber der Hamann-Studien.
Seit 2016 ist Achermann Dekan des Fachbereichs Philologie, seit 2020 Sprecher der Dekaninnen und Dekane der Universität Münster. Von 2022 bis 2023 war Achermann darüber hinaus stellvertretender Sprecher des Sonderforschungsbereichs "Recht und Literatur".
Hauptaugenmerk seiner Forschung liegt auf dem Zusammenhang von Literatur und der Geschichte des Wissens, insbesondere in der Frühen Neuzeit, sowie auf der Literaturtheorie. Im Rahmen des von der Volkswagen-Stiftung geförderten LMET-Projekts erforscht er zudem die Bedeutung von Literaturtheorie, Poetik und Rhetorik für eine Theorie des Modells.

## Schriften und Herausgeberschaften (Auswahl)
- Worte und Werte. Geld und Sprache bei Gottfried Wilhelm Leibniz, Johann Georg Hamann und Adam Müller. (Frühe Neuzeit, Band 32). Tübingen: Niemeyer 1997.
- Kulturwissenschaft. Wissenschaft ohne Theorie und Methode? Bern: Germanistik.ch. Verlag für Literatur- und Kulturwissenschaft 2009.
- Johann Christoph Gottsched (1700–1766). Philosophie, Poetik und Wissenschaft. (Werkprofile, Band 4). Berlin, New York: Akademie/de Gruyter 2014.
- Natur und Geschichte. Hrsg. zus. mit Johann Kreutzer und Johannes von Lüpke (Acta des 11. Internationalen Hamann-Kolloquiums). Göttingen: Vandenhoeck & Ruprecht 2020.
- ... sind noch in der Mache. Zur Bedeutung der Rhetorik in Hamanns Schriften. Hrsg. zus. mit Janina Reibold. (Acta des 12. Internationalen Hamann-Kolloquiums). Göttingen: Vandenhoeck & Ruprecht 2021.
- Vom „Theater des Schreckens“ zum „peinlichen Rechte nach der Vernunft“. Literatur und Strafrecht im 17. und 18. Jahrhundert. Hrsg. zus. mit Gideon Stiening. (Literatur und Recht, Band 5). Berlin: Metzler 2022.
- Literatur und Recht: Materialität Formen und Prozesse gegenseitiger Vergegenständlichung. Hrsg. zus. mit Andreas Blödorn, Corinna Norrick-Rühl und Petra Pohlmann. (Literatur und Recht, Band 1). Berlin: Metzler 2023.
- Lizensur. Was darf fiktionale Literatur? Hrsg. zus. mit Daniel Arjomand und Nursan Celik. (Literatur und Recht, Band 7). Berlin: Metzler 2023.